# Емирство
Емирството (на арабски إمارة - има̀ара(т), мн.ч. إمارات - имаара̀ат), често наричано емират, е административно-политическа единица, управлявана от ислямски монарх, наречен емир (княз, принц на арабски). Съответства на княжество, херцогство, срещани в Европа.

## Етимология
Етимологически емирството (на арабски: إمارة‎) това е качеството, достойнството или териториалната компетентност на всеки емир (принц, командир, управител и др.)

## Съвременни самостоятелни емирства
Днес, подобно на княжествата, съществуват много малко самостоятелни емирства. Повечето от тях са изчезнали (присъединени към по-големи държави, като някои запазват автономия) или са сменили формата си на мамляка (царство, кралство на арабски) - начело с малик (цар, крал на арабски), или султанство (султанат), управлявано от султан.
Пример за тези варианти са федералните монархии държавата Обединени арабски емирства - обединяваща 7 емирства, всяко от което е управлявано от емир, или Малайзия - с нейните султанства и ротационен върховен султан. Също така Кувейт и Катар

## Исторически емирства
- Тбилиски емират
- Кордовски емират